# Partit Socialista Búlgar
El Partit Socialista Búlgar (búlgar: Българска социалистическа партия o Balgarska Socialisticeska Partija) és un partit polític de Bulgària, successor del Partit Comunista Búlgar.

## Història
Va ser format en 1990, en la Bulgària post-comunista, a continuació de la decisió del partit d'abandonar el marxisme-leninisme. El PSB és membre de la Internacional Socialista i té la seva base de poder en les tradicionalment socialistes àrees rurals.
A les eleccions legislatives búlgares de 2001, va promoure la coalició política esquerrana Coalició per Bulgària, que va obtenir 48 dels 240 escons de l'Assemblea Nacional (Narodno Sabranie), i el 17,1% del vot popular.
A les eleccions legislatives de 25 de juny de 2005, la coalició va obtenir el 33,98% dels vots i 82 escons, la força més votada i el seu cap Serguei Staníxev fou nomenat primer ministre de Bulgària. Va dur una política econòmica més coherent amb les polítiques de dreta (10% d'impost únic, retallada en els programes d'assistència de govern, etc.). El partit (o dels seus funcionaris electes) també va rebre grans contribucions de prominents homes de negocis, sovint sospitosos d'activitats delictives. Degut a acusacions de corrupció, Bulgària va perdre centenars de milions d'euros en finançament. A causa de tot això, a les eleccions legislatives búlgares de 2009 va perdre la meitat dels escons i es va quedar en 40.
Després que caigués el govern de Boiko Boríssov el 20 de febrer de 2013 per l'esclat de l'onada de protestes populars pels alts costos de l'energia, el baix nivell de vida i la corrupció, el GERB va tornar a guanyar les eleccions legislatives búlgares de 2013 però el Partit Socialista Búlgar encapçalat per Plamen Oresharski va formar un govern de coalició amb el Moviment pels Drets i les Llibertats (DPS) amb la meitat dels escons al Parlament, que es va enfrontar a les protestes que van començar el 14 de juny de 2013, en resposta a l'elecció de Delyan Peevski com a cap de l'agència de seguretat estatal búlgara i el 23 de juliol de 2014, el govern va presentar la seva dimissió després de la pitjor crisi bancària de Bulgària dels darrers anys, i el seu partit va escollir Mihail Mikov líder del partit. Després que cap partit volgués intentar formar un nou govern, el 6 d'agost es va establir un govern provisional liderat per Georgi Bliznashki i l'Assemblea Nacional es va dissoldre fixant eleccions per al 5 d'octubre, en les què el partit socialista, que encapçalava la Coalició per Bulgària va perdre més de la meitat dels escons.
El 8 de maig de 2016 Korneliya Ninova va derrotar Mihail Mikov en segona volta pel liderat del partit. Rumen Radev va guanyar les eleccions presidencials de novembre de 2016, com a candidat independent amb el suport del Partit Socialista Búlgar, derrotant a la candidata del GERB Tsetska Tsacheva a la segona volta.
A les eleccions d'abril de 2021 els partits de la coalició de govern liderada per Boiko Boríssov van perdre escons i cap líder del partit va poder formar un govern de coalició dins del termini desencadenant les eleccions parlamentàries búlgares de juliol de 2021. En novembre de 2021 van coincidir les eleccions presidencials, en què Rumen Radev va revalidar la presidència amb el 66,7% dels vots a la segona volta contra Anastas Gerdzhikov, el candidat del GERB, i les eleccions legislatives, en les què Kiril Petkov de Continuem el Canvi va aconseguir formar govern, en què van entrar els socialistes, fins que va perdre una moció de censura i es va convocar noves eleccions el 2 d'octubre del 2022, de les què tampoc va sortir govern, i es van convocar eleccions per abril de 2023,
El GERB va guanyar les eleccions de 2023 amb la coalició reformista de Continuem el Canvi i Bulgària Democràtica a poca distància, i els dos partits van decidir governar junts amb un primer ministre rotatiu que havia de canviar cada nou mesos, per intentar trencar el gran bloqueig polític per falta de majories i l'enfrontament entre tots els partits polítics la corrupció i diferències entre forces pro russes i pro occidentals sobre la guerra russo-ucraïnesa, però l'acord es va trencar quan Mariya Gabriel hauria d'haver ocupat el lloc de primera ministra pel GERB, i es van tornar a convocar eleccions per al 9 de juny de 2024, el les què els mals resultats van provocar la dimissió de Korneliya Ninova.

## Caps del partit
- Aleksandar Lilov (1990–1991)
- Zhan Videnov (1991–1996)
- Georgi Parvanov (1996–2001)
- Serguei Staníxev (2001–2014)
- Mihail Mikov (2014-2016)
- Korneliya Ninova (2016-2024)

## Resultats
| 1991     | 1,836,050 | 33.14 (2n) | 106 / 240 | Nou | Oposició    |
| 1994     | 2,262,943 | 43.50 (1r) | 125 / 240 | 19  | Majoria     |
| 1997     | 939,308   | 22.44 (2n) | 58 / 240  | 73  | Oposició    |
| 2001     | 783,372   | 17.15 (3r) | 48 / 240  | 10  | Oposició    |
| 2005     | 1,129,196 | 30.95 (1r) | 82 / 240  | 34  | Coalició    |
| 2009     | 748,114   | 17.70 (2n) | 40 / 240  | 42  | Oposició    |
| 2013     | 942,541   | 26.61 (2n) | 84 / 240  | 44  | Coalició    |
| 2014     | 505,527   | 15.40 (2n) | 39 / 240  | 45  | Oposició    |
| 2017     | 955,490   | 27.19 (2n) | 80 / 240  | 41  | Oposició    |
| Abr 2021 | 480,146   | 15.01 (3r) | 43 / 240  | 37  | Anticipades |
| Jul 2021 | 365,695   | 13.39 (3r) | 36 / 240  | 7   | Anticipades |
| Nov 2021 | 266,667   | 10.12 (4t) | 26 / 240  | 9   | Coalició    |
| 2022     | 232,958   | 8.98 (5è)  | 25 / 240  | 1   | Anticipades |
| 2023     | 225,914   | 8,94 (5è)  | 23 / 240  | 2   | Oposició    |
| 2024     | 151.557   | 6,85 (5è)  | 19 / 240  | ▼ 4 |             |

### Parlament Europeu
| Any  | Vots    | %          | Escons | +/– |
| ---- | ------- | ---------- | ------ | --- |
| 2007 | 414,786 | 21.41 (2n) | 5 / 18 |     |
| 2009 | 476,618 | 18.50 (2n) | 4 / 18 | 1   |
| 2014 | 424,037 | 18.93 (2n) | 4 / 17 | =   |
| 2019 | 474,160 | 24.26 (2n) | 5 / 17 | 1   |
| 2024 | 141,175 | 7.01 (5è)  | 2 / 17 | 3   |